# Лази (Бохенський повіт)
Лази (пол. Łazy) — село в Польщі, у гміні Жезава Бохенського повіту Малопольського воєводства.
Населення — 1095 осіб (2011).
У 1975—1998 роках село належало до Тарновського воєводства.

## Демографія
Демографічна структура станом на 31 березня 2011 року:
|          | Загалом | Допрацездатний вік | Працездатний вік | Постпрацездатний вік |
| -------- | ------- | ------------------ | ---------------- | -------------------- |
| Чоловіки | 533     | 132                | 357              | 44                   |
| Жінки    | 562     | 144                | 310              | 108                  |
| Разом    | 1095    | 276                | 667              | 152                  |